# (573) Recha
(573) Recha es un asteroide perteneciente al cinturón de asteroides descubierto el 19 de septiembre de 1905 por Maximilian Franz Wolf desde el observatorio de Heidelberg-Königstuhl, Alemania.
Está nombrado por Recha, un personaje del drama Nathan el sabio del escritor alemán Gotthold Ephraim Lessing (1729-1781).
Forma parte de la familia asteroidal de Eos.